# Elmar Brok
Pour les articles homonymes, voir Brok (homonymie).
Elmar Brok, né le 14 mai 1946 à Verl, est un homme politique allemand. Membre de l'Union chrétienne-démocrate d'Allemagne (CDU), il est député européen de 1980 à 2019.

## Biographie
Il préside la Commission des affaires étrangères du Parlement européen de 1999 à 2007 puis de 2012 à 2017. Il fut le coordinateur de la délégation du Parti populaire européen (PPE) durant la Convention sur l'avenir de l'Europe et représentant du Parlement européen lors des conférences intergouvernementales négociant les traités de Maastricht, Amsterdam, Nice et Lisbonne.
Ancien président du réseau allemand Europa Union, il est administrateur du think tank Les Amis de l'Europe. Il est membre du bureau fédéral de la CDU et président de la commission fédérale de la CDU pour les affaires de politique étrangère, européenne et de défense.
Elmar Brok est président de l'Union des fédéralistes européens (UEF) depuis le 16 novembre 2013.
Plus ancien membre du Parlement européen, il ne se représente pas en mai 2019.

## Distinctions
- Commandeur de l'ordre de Saint-Grégoire-le-Grand